# Philidor (famiglia)
I Philidor furono una rinomata famiglia francese di musicisti.
Il vero cognome era Danican, corruzione del nome scozzese Duncan, che rivela un'origine d'oltremanica. Il soprannome Filidor o Philidor con cui sono più noti fu aggiunto, secondo la tradizione, da Luigi XIII. Il re, dopo aver ascoltato Michel Danican, ne avrebbe paragonato lo stile a quello di un oboista senese di nome Filidori. Questa versione è posta in dubbio dai discendenti Jean-François Dupont-Danican e Nicolas Dupont-Danican Philidor, che collegano invece il nome a una forma aggettiva del sostantivo gaelico filidh («bardo», «poeta»).

## Storia
La famiglia annovera tra i suoi esponenti Michel (II), oboista e perfezionatore dell'oboe insieme a Hotteterre, e suo fratello Jean, musicista alla Grande Scuderia del re. Dei figli di Jean, André (Philidor il Vecchio) e Jacques (Philidor il Giovane), il primo fu oboista, cromornista, membro della Grande Scuderia e musicista di corte alla Cappella reale al servizio di Luigi XIV.  Altro eminente membro della dinastia fu suo figlio di secondo letto François-André (Philidor il Grande), compositore e scacchista. Del ramo di André si ricorda anche Anne, fondatore dei Concerts Spirituels; di quello di Jacques merita menzione l'oboista e violinista Pierre.

## Albero genealogico
Il seguente albero genealogico è incompleto e include solo i membri di qualche rilievo. Non si tiene conto dei diversi matrimoni dei vari componenti né dei numerosi loro figli che morirono infanti. Le date di nascita e morte, ove indicate, potrebbero essere approssimative. L'intera genealogia così ricostruita, inoltre, non è scevra di incertezze.
|                                 |                                 |                                   |                                   |                                     |                                     |                                           |                                           |                                   |                                   |                          |                                    |                                     |                                     |                            |                          |
|                                 |                                 |                                   |                                   |                                     |                                     |                                           | Michel Danican Philidor 1580–1651         |                                   |                                   |                          |                                    |                                     |                                     |                            |                          |
|                                 |                                 |                                   |                                   |                                     |                                     |                                           |                                           |                                   |                                   |                          |                                    |                                     |                                     |                            |                          |
|                                 |                                 |                                   |                                   |                                     |                                     |                                           |                                           |                                   |                                   |                          |                                    |                                     |                                     |                            |                          |
|                                 |                                 |                                   |                                   |                                     |                                     | Michel Danican Philidor 1610–1679         | Michel Danican Philidor 1610–1679         | Jean Danican Philidor 1620–1679   | Jean Danican Philidor 1620–1679   |                          |                                    |                                     |                                     |                            |                          |
|                                 |                                 |                                   |                                   |                                     |                                     |                                           |                                           |                                   |                                   |                          |                                    |                                     |                                     |                            |                          |
|                                 |                                 |                                   |                                   |                                     |                                     |                                           |                                           |                                   |                                   |                          |                                    |                                     |                                     |                            |                          |
|                                 |                                 |                                   | André Danican Philidor 1647–1730  | André Danican Philidor 1647–1730    |                                     |                                           |                                           |                                   |                                   |                          | Jacques Danican Philidor 1657–1708 | Jacques Danican Philidor 1657–1708  | Alexandre Danican Philidor          | Alexandre Danican Philidor |                          |
|                                 |                                 |                                   |                                   |                                     |                                     |                                           |                                           |                                   |                                   |                          |                                    |                                     |                                     |                            |                          |
|                                 |                                 |                                   |                                   |                                     |                                     |                                           |                                           |                                   |                                   |                          |                                    |                                     |                                     |                            |                          |
| Anne Danican Philidor 1681–1728 | Anne Danican Philidor 1681–1728 | Michel Danican Philidor 1683–1723 | Michel Danican Philidor 1683–1723 | François Danican Philidor 1689–1717 | François Danican Philidor 1689–1717 | François-André Danican Philidor 1726–1795 | François-André Danican Philidor 1726–1795 | Pierre Danican Philidor 1681–1731 | Pierre Danican Philidor 1681–1731 | Jacques Danican Philidor | Jacques Danican Philidor           | François Danican Philidor 1695–1726 | François Danican Philidor 1695–1726 | Nicolas Danican Philidor   | Nicolas Danican Philidor |